# Adriana Tanus
Pour les articles homonymes, voir Tanus (homonymie).
 (mars 2025).
La mise en forme du texte ne suit pas les recommandations de Wikipédia : il faut le « wikifier ».
Les points d'amélioration suivants sont les cas les plus fréquents. Le détail des points à revoir est peut-être précisé sur la page de discussion.
- Les titres sont pré-formatés par le logiciel. Ils ne sont ni en capitales, ni en gras.
- Le texte ne doit pas être écrit en capitales (les noms de famille non plus), ni en gras, ni en italique, ni en « petit »…
- Le gras n'est utilisé que pour surligner le titre de l'article dans l'introduction, une seule fois.
- L'italique est rarement utilisé : mots en langue étrangère, titres d'œuvres, noms de bateaux, etc.
- Les citations ne sont pas en italique mais en corps de texte normal. Elles sont entourées par des guillemets français : « et ».
- Les listes à puces sont à éviter, des paragraphes rédigés étant largement préférés. Les tableaux sont à réserver à la présentation de données structurées (résultats, etc.).
- Les appels de note de bas de page (petits chiffres en exposant, introduits par l'outil «  Source ») sont à placer entre la fin de phrase et le point final[comme ça].
- Les liens internes (vers d'autres articles de Wikipédia) sont à choisir avec parcimonie. Créez des liens vers des articles approfondissant le sujet. Les termes génériques sans rapport avec le sujet sont à éviter, ainsi que les répétitions de liens vers un même terme.
- Les liens externes sont à placer uniquement dans une section « Liens externes », à la fin de l'article. Ces liens sont à choisir avec parcimonie suivant les règles définies. Si un lien sert de source à l'article, son insertion dans le texte est à faire par les notes de bas de page.
- La présentation des références doit suivre les conventions bibliographiques. Il est recommandé d'utiliser les modèles {{Ouvrage}}, {{Chapitre}}, {{Article}}, {{Lien web}} et/ou {{Bibliographie}}. Le mode d'édition visuel peut mettre en forme automatiquement les références.
- Insérer une infobox (cadre d'informations à droite) n'est pas obligatoire pour parachever la mise en page.

Pour une aide détaillée, merci de consulter Aide:Wikification.
Si vous pensez que ces points ont été résolus, vous pouvez retirer ce bandeau et améliorer la mise en forme d'un autre article.
 (février 2025).

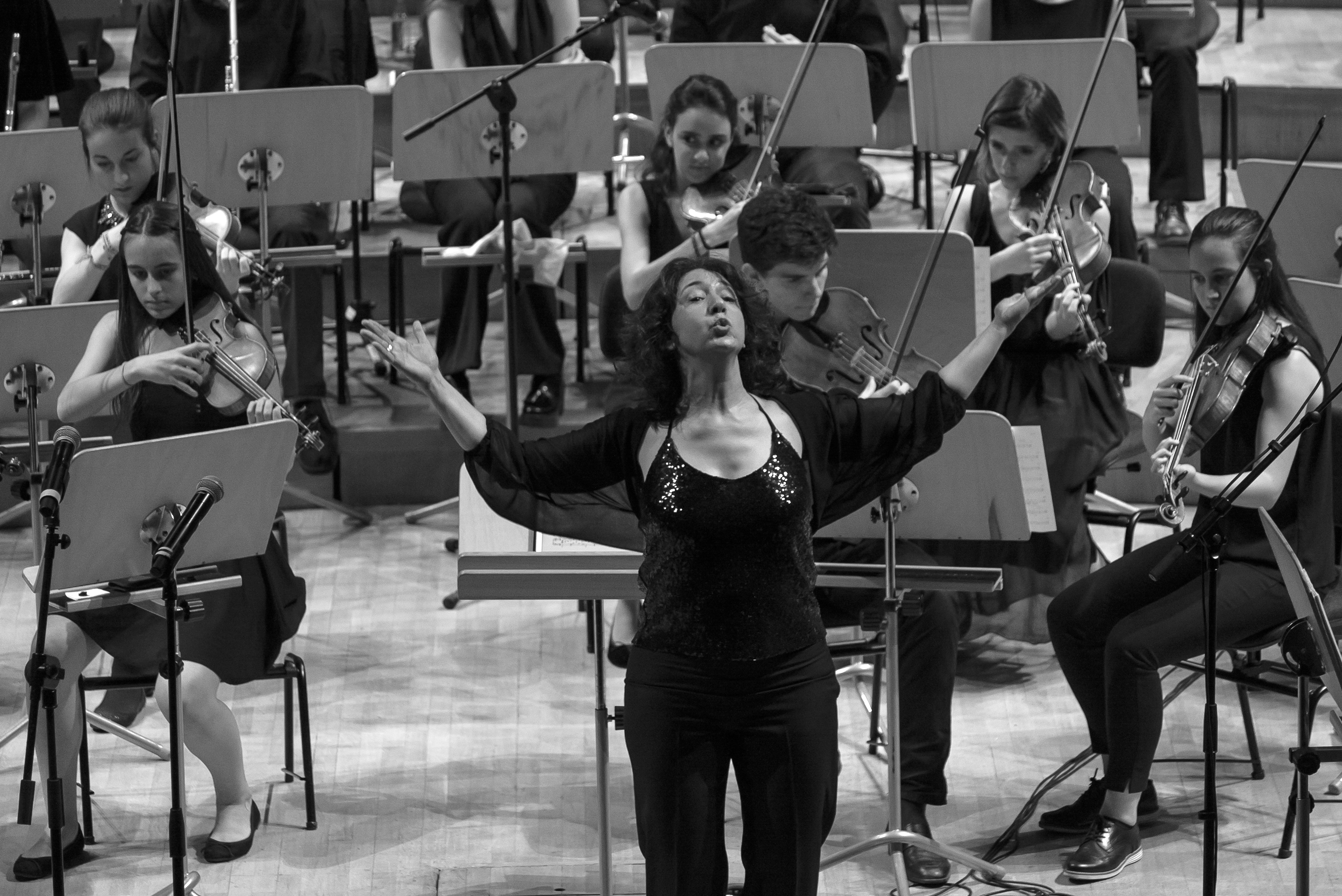
Adriana Tanus à l'Auditorium National de Musique, (2018), Madrid, Espagne.

Adriana Tanus, née en 1969 à Buenos Aires (Argentine), est une violoncelliste, cheffe d'orchestre et pédagogue musicale espagnole.

## Biographie

### Formation
Adriana Tanus poursuit une formation musicale aux conservatoires de Madrid, de Paris et de Saragosse, où elle se spécialise en violoncelle en obtenant le Titre Supérieur au Conservatorio Supérieur de Música de Aragón. Elle obtient ultérieurement une licence en direction d'orchestre délivrée par l'Associated Board of the Royal Schools of Music. 

### Trajectoire professionnelle
Tout au long de sa carrière, Adriana Tanus dirige des orchestres et des chœurs dans diverses salles internationales et fonde des initiatives qui ont pour but de favoriser l'éducation musicale et le multiculturalisme.
Devenue enseignante de musique au lycée français de Madrid, elle y fonde en 2005 un atelier de musique, qui devient en 2013 l'Orchestre des jeunes Européens de Madrid, un orchestre et chœur symphoniques. Elle fonde et dirige également l'Orchestre et Chœur des Lycées français du Monde, un groupe qui réunit chaque année un orchestre et une chorale composés d'élèves de tous les lycées français du monde âgés de 12 à 17 ans. Au cours de son existence, il se réunit à Paris, à Hanoï, à Vienne et à Bruxelles.
Au cours de sa carrière, Adriana Tanus dirige des orchestres en France, à l'Auditorium de Radio France, à Paris, en Autriche, à l'auditorium ORF, en Belgique, à l'auditorium du Palais des Beaux-Arts et au Conservatoire royal de Bruxelles, en Espagne, à l'Auditorium national de musique de Madrid et au Teatro Monumental, ainsi qu'en Argentine, en Équateur, en Pologne et au Viêtnam. En collaboration avec la Commission européenne, elle organise et dirige tous les ans le concert de la Journée de l'Europe à Madrid.
Le répertoire musical d'Adriana Tanus est composé d'œuvres telles que la Neuvième et la Septième symphonies de Beethoven, le Requiem de Mozart, la cantate The Black Knight d'Edward Elgar, le Schicksalslied de Brahms ou la Deuxième Symphonie de Mahler, dans lesquelles la présence du chœur est un élément essentiel.

## Engagement pédagogique et social
Selon le journal DSalamanca, Adriana Tanus utilise la musique comme un outil pour promouvoir l'intégration et le respect des différences. Elle déclare être convaincue qu'un chœur est le reflet d'une société. Dans cette optique, elle fonde la chorale de son arrondissement et dirige des projets se voulant éducatifs et multiculturels, en réunissant des jeunes musiciens de diverses provenances lors de rencontres internationales. 
Adriana Tanus invite systématiquement le public à chanter à la fin de ses représentations, afin de l'impliquer selon elle dans ses concerts.
Elle est aussi un membre habituel du jury des prix Intercentros Melómano, créés par la Fundación Orfeo, dont l'objectif est de promouvoir la connaissance et la vulgarisation de la musique classique en Espagne, avec une attention particulière aux jeunes musiciens.

## Prix
Au cours de sa carrière, elle reçoit les distinctions suivantes : 
- Chevalier de l'ordre des Palmes académiques, attribué par le gouvernement français en 2016, en reconnaissance à sa contribution à l'éducation et la culture.
- Déclarée Hôte d'honneur par la mairie de la commune d'Armstrong, en Argentine, en 2017.